# Vroča čokolada
Vroča čokolada je topli napitek, ki je navadno pripravljen iz mleka, vode ali drugih tekočin in čokolade. Pogosto se k napitku primešajo še druge sestavine, kot so kakav v prahu, koruzni škrob, sladkor, sol in podobno. Napitek srečamo v veliko različnih oblikah, od redke, tekoče čokolade, pa vse do goste zmesi, ki že skoraj spominja na puding.
V sodobnem času se z izrazom vroča čokolada velikokrat označuje tudi pripravek v katerem je čokolada izpuščena in se uporablja samo kakav v prahu. Slednji napitek lahko bolj natančno označimo kot vroči kakav.